# Jinabhadra Gani
Jinabhadra Gani, o anche Gaṇi, (529 – 589) è stato un matematico indiano.
È conosciuto per aver definito il numero 224 400 000 000 come "ventidue e quaranta e quattro e otto zeri", introducendo per la prima volta l'uso dello 0.